# Du fait de cuisine

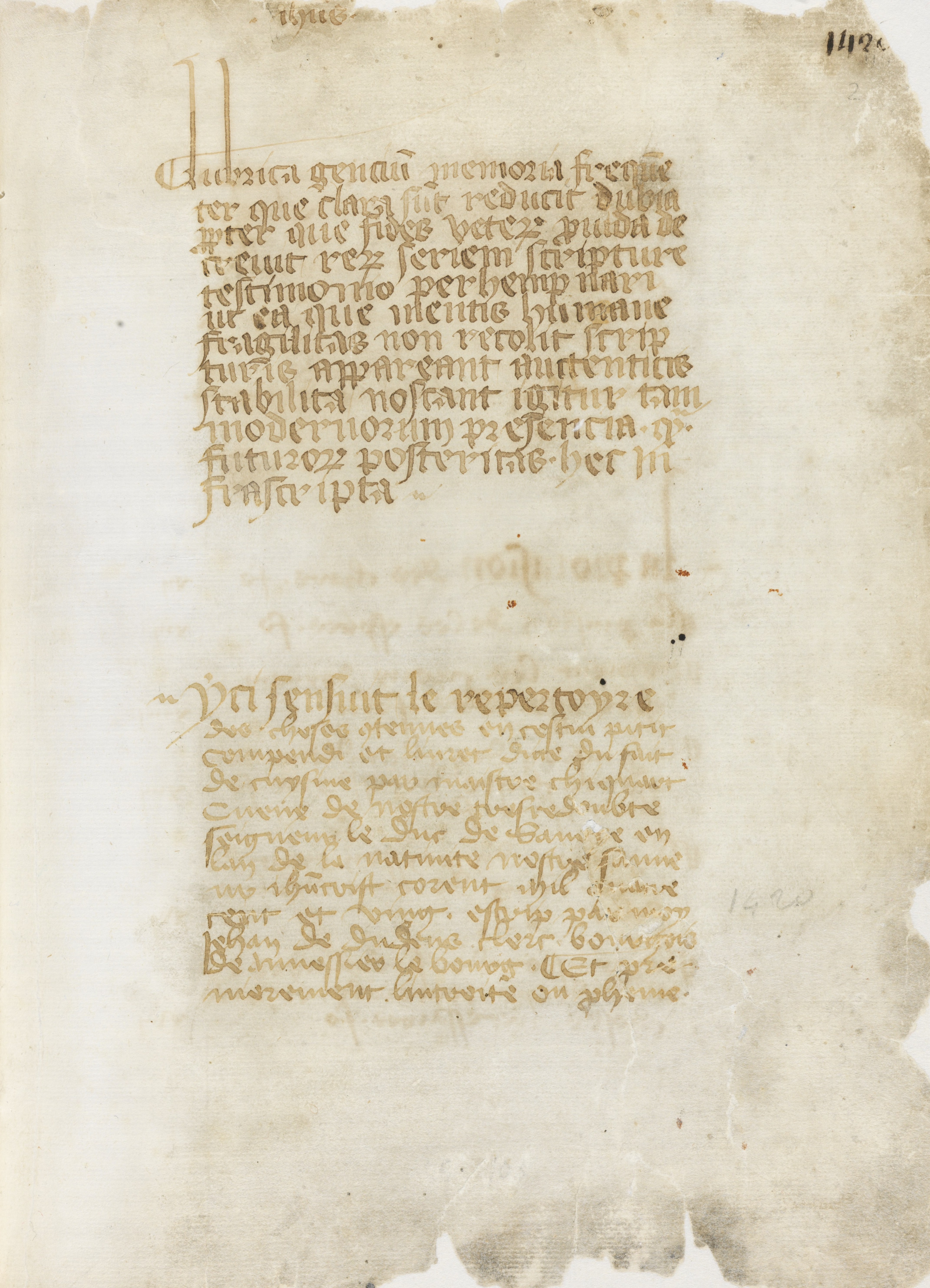
Erste Seite des Du fait de cuisine (1420)

Du fait de cuisine (deutsch: Vom Kochen) ist eines der ältesten erhaltenen Kochbücher Europas und damit eines der Schlüsselwerke zur Erschließung der Esskultur des Mittelalters. Es wurde von Chiquart, dem Chefkoch am Hofe von Amadeus VIII. von Savoyen, ab 1420 verfasst. 
Der Romanist und Ernährungshistoriker Terence Scully bezeichnet es als das erste wirkliche Kochbuch Europas, weil es nicht nur die Zutaten zu einzelnen Gerichten aufzählt, sondern bei einer Reihe von Gerichten auch ausführliche Hinweise auf die Zubereitung gibt. Chiquart gibt seinem Leser auch Hinweise darauf, wie die umfangreiche Logistik eines mittelalterlichen Banketts zu bewältigen sei.